# نرمه گوش
بخش آویزان لاله گوش را نرمهٔ گوش می‌گویند. نرمه گوش قسمت پایینی گوشتی از گوش است. نرمه گوش یا به سر چسبیده‌است یا از سر جداست.
نرمه گوش به شکل صفحهٔ کوچکی است به وسعت یکی دو بند انگشت که فاقد غضروف و شامل پوست و بافت همبند است.
فاصله میان نرمه گوش تا زاویه فک پایینی برابر نصف شست است.
خون زیادی به نرمه گوش می‌رسد و این می‌تواند به گرم شدن گوش‌ها و ایجاد تعادل کمک کنند. اما به‌طور کل زیست‌شناسان عملکرد زیستی مهمی برای نرمه گوش قائل نشده‌اند. نرمه گوش پایانگاه بسیاری از عصب‌ها است و به این خاطر برای بسیاری از افراد به عنوان یکی از ناحیه‌های شهوانی حس می‌شود. دزموند موریس، جانورشناس، در کتاب خود به نام میمون برهنه (۱۹۶۷) نوشت که فرگشت نرمه گوش یک به عنوان یکی دیگر از ناحیه‌های شهوانی بدن بدین منظور بوده تا فرگشت بشر به سمت زندگی تک‌همسری را تسهیل کند.